# 마크 카마초
마크 커매초(영어: Mark Camacho, 1964년 4월 12일 ~ )는 캐나다의 배우, 각본가, 작가이다. 몬트리올에서 태어났다.

## 출연 작품
- 슬리퍼 (2017년)
- 위어 스틸 투게더 (2016년)
- 컨택트 (2016년) - 리차드 역
- 스톤월 (2015년) - 팻 토니 역
- 하늘을 걷는 남자 (2015년) - 가이 토졸리 역
- 브릭 맨션: 통제불능 범죄구역 (2014년)
- 엑스맨: 데이즈 오브 퓨처 패스트 (2014년) - 닉슨 대통령 역
- 하울링: 리본 (2011년)
- 세번째 사랑 (2010년)
- 데드 라이크 미: 라이프 애프터 데스 (2009년)
- 허 온니 차일드 (2008년)
- 애프터워즈 (2008년)
- 퍼니셔 2 (2008년) - 피치 역
- 투 영 투 메리 (2007년)
- 아임 낫 데어 (2007년)
- 시한폭탄 (2006년)
- 스릴 오브 더 킬 (2006년)
- 대지진 10.5 2 (2006년)
- 당신이 사랑하는 동안에 (2004년)
- 루디 (2003년) - 토니 카보넷티 역
- 섀터드 글래스 (2003년)
- 맘보 이탈리아노 (2003년)
- 증인 보호 (2002년)
- 터널 (2002년) - 존 역
- 어벤던 (2002년)
- 노웨어 인 사이트 (2001년)
- 프로텍션 (2001년) - 피터 역
- 데인저러스 갱 (2001년)
- 스코어 (2001년)
- 데드 사일런트 (1999년)
- 바넘 (1999년)
- 피스톨 저스티스 (1999년)
- 바벨 (1999년)
- 아웃 오브 컨트롤 (1998년)
- 고잉 투 캔사스 시티 (1998년)
- 슬립프 룸 (1998년)
- 랜덤 인카운터 (1998년)
- 스네이크 아이 (1998년)
- 회상 (1997년)
- 리틀 맨 (1997년)
- 어플릭션 (1997년)
- 블루 애로우 (1996년)
- 히로시마 (1995년)
- 지킬 박사와 미스 하이드 (1995년)
- 미세스 파커 (1994년)
- 이웃 (1993년)
- 캔바스 (1992년)
- 아미티빌 5 (1990년)

### 텔레비전
- 내 친구 아서